# アーケル・ブリッゲ
アーケル・ブリッゲ（Aker Brygge）はノルウェー王国オスロ中心部にある地区の一つ。1980年代から1990年代よりショッピング、食事、エンターテインメントで人気のある地域であり、また高級住宅街でもある。それ以前は工業地帯であった。

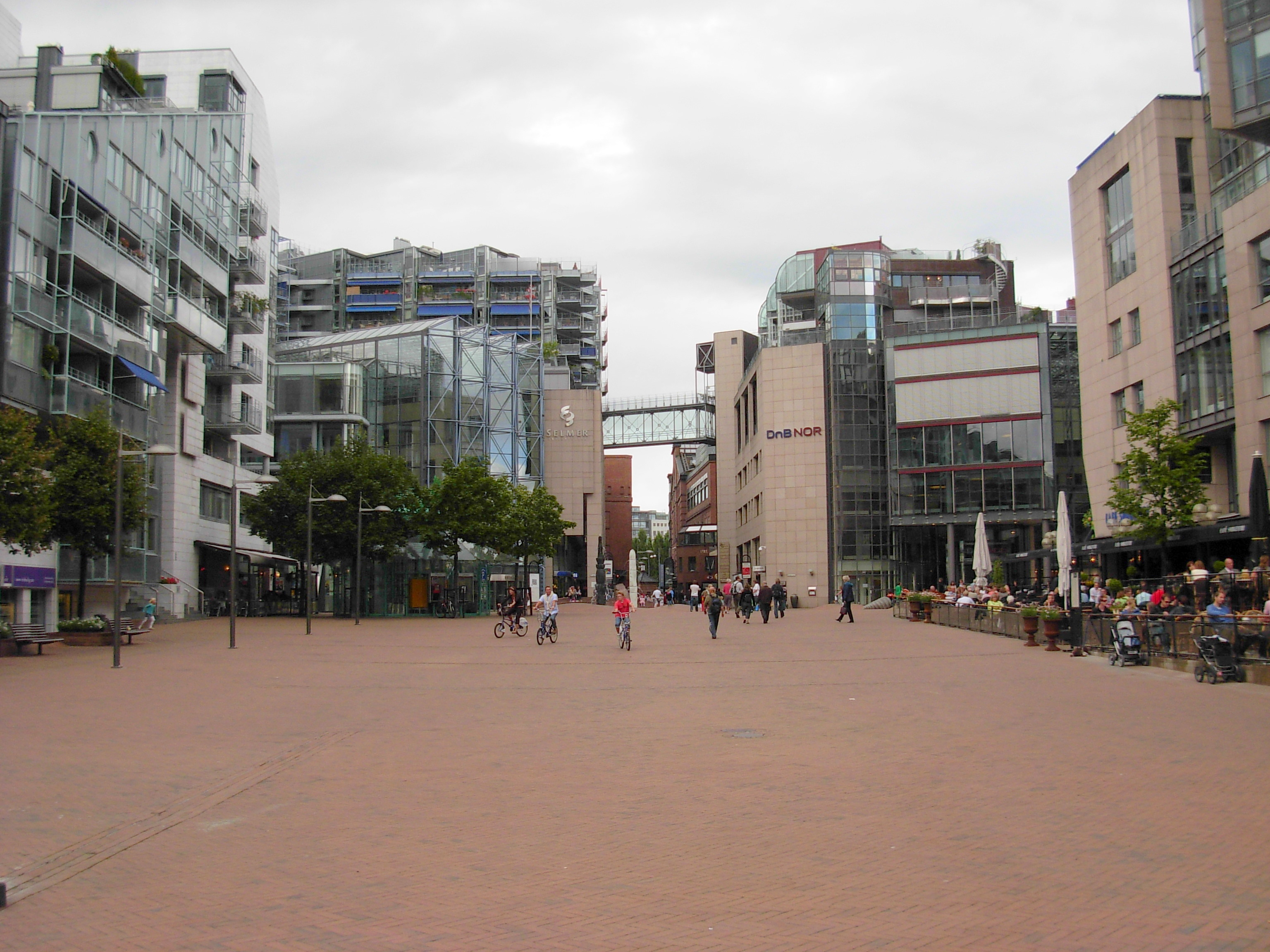
Bryggetorget

## 位置
アーケル・ブリッゲはオスロ・フィヨルドの入り江Pipervika西側の繁華街のさらに西に位置する、1982年に運用を停止した造船所Akers Mekaniske Verkstedの跡地にある。1854年に造船所が設立される前はこの地域はホルメン（Holmen）として知られていた。その後小さな産業活動がある造船所が建てられ、19世紀初期に郊外の施設は発展を遂げた。 
アーケル・ブリッゲにはアーケル・ブリッゲ停留場がある。